# サビキ
サビキとは、釣りに用いる仕掛けサビキ針の略称で、胴付き仕掛けの一種。また、その仕掛けを用いる釣法サビキ釣りの略称でもある。
かごの中の「コマセ」と呼ばれる水中にまく餌を散らしたりアクションを与えたりするため、釣り竿をしゃくって仕掛けを引くことを「さびく」と言うことから名づいたとされている。
対象魚は、主に小型のアジ、サバ、イワシ、サッパ、コハダなどの青魚である。道具が安上がりで、手軽に近場の防波堤で楽しめ、またあぶれも少ない簡単な釣り方であることから、初心者や子供連れも楽しめる手軽なレジャーとして一定の人気がある。海外でも "Sabiki Fishing Rigs" の名で仕掛けが売りだされ、世界的に拡散しつつある。

## 概要
1 - 3メートル程の幹糸に3 - 12本の釣り針が木の枝のように付けられており、その針にオキアミを模したビニール、ラテックス（スキン系）や小魚に似せた魚の皮（魚皮系）、鳥の羽根などを巻きつけてある。魚はこの針を餌と間違えて食いつく。まき餌を用いることから、ルアー釣りではなく餌釣りに分類される場合があり、釣具店でもサビキが餌釣りのコーナーに置かれているケースがある。認識対象魚に応じ、さまざまな種類の仕掛けが出回っている。また対象魚が同じ場合でも、釣りをする際の明るさや海の濁り具合、使用するまき餌の種類（オキアミのほか、イワシのミンチなど）によっても使い分ける。
防波堤のほか、船釣りで用いられることもある。

### トリック
盛ったコマセオキアミの中にカラ針を通して擦り付ける、「トリック」と呼ばれる釣法もある。アミエビがこびりつきやすいように針の先端が二股になっているものや、針の懐に小さな孫針が付いているものも市販されている。コマセカゴを使用しないためにコマセを多量に使用せず、環境への影響が少ない。

## サビキ釣り
通常はサビキカゴを連結し、まき餌（オキアミなど）をカゴに詰めて竿をしゃくる方法で魚を仕掛けの近くに寄せて釣り上げるが、食いが立っている場合などにはまき餌無しでも魚が食いつくこともある。主な対象魚はアジ、サバ、イワシ、サヨリ、コハダなど。防波堤での釣りや、湾内での少し沖目での投げ釣りに用いる。基本的に針の大きさから20cmぐらいの魚までを対象とするが、外道でメバル、ガシラ、アイナメ、ボラや小型のヒラメ、メジナ、カワハギ、クロダイ、アイゴなどが釣れることがある。
なおサビキカゴは、道糸と幹糸の間に取りつける上カゴ式と、錘と一体化したカゴを仕掛けの最下部に結ぶ下カゴ式がある。下カゴ式は、漏斗状の凹みの入った「吸い込みバケツ」と呼ばれるバケツとセットで使うことにより、手を汚さずにコマセを詰めることができる。

## サビキ釣りの応用性
泳がせ釣りの応用でサビキ針に掛かったアジやイワシなどをほうっておくと、ある程度水深のある防波堤ならイナダ、スズキ、メバル、クロダイなどが掛かることがある。
実際に太ハリスを使った、その一石二鳥を狙ったサビキ仕掛けが商品化されている。また、イナダやマダイなど専用のサビキ仕掛けも発売されている。